# Egmontpark (Zottegem)
Het Egmontpark of Park van Egmont is een park in de Belgische stad Zottegem. In de tweede helft van de 19de eeuw werd de parktuin aangelegd rond het Egmontkasteel (nu Bibliotheek Zottegem). Het park sluit aan op het Leirenshof en het Beislovenpark, dat aan de overkant van de Bettelhovebeek ligt. Het Egmontpark is sinds 1987 als monument beschermd.
In 1957 en 1965 werden respectievelijk het noordelijke gedeelte en het zuidelijke gedeelte door de stad Zottegem aangekocht. Het park bestaat uit grasvelden en opgaande bomen, waaronder beuk en linde. Ten westen van het kasteel bevindt zich in het park een Japanse notenboom (Ginkgo biloba) met een stamomtrek van 4,06 meter. Andere merkwaardige bomen in het park zijn de op stam gezette taxussen (Taxus baccata) aan de Graaf van Egmontstraat en langs de walmuur bij de vroegere ophaalbrug. Bij de noordoosthoek van de kasteelvleugel bevindt zich een oude bruine beuk. De beuk en taxussen vormen relicten van de oorspronkelijke tuinaanleg. Verder komen in het park hemelboom, Hongaarse zilverlinde, gele paardenkastanje, rode bastaardpaardenkastanje, Ierse taxus, treurhoningboom, marilandicapopulier, bruine beuk en witte paardenkastanje voor. 
In het park (kant Graaf van Egmontstraat) staat een gietijzeren standbeeld van Lamoraal van Egmont, dat in 1820 door Jan-Robert Calloigne uit Brugge werd ontworpen en van 1872 tot 1967 op de Markt stond. In 1968 werd het originele gietijzeren beeld naar het park verplaatst en werd op de Markt een bronzen kopie geplaatst. In 1994 werden opgravingen uitgevoerd. In 2001 werden de walmuur en de brug van het Egmontkasteel in het park hersteld; een moerasgracht werd aangelegd en in het 'archeologisch park' werd het grondplan van de 12de-eeuwse burchtkapel (Romaanse zaalkerk) gevisualiseerd in gele dolomiet. In 2023 werd haagbeuk geplant rond het grondplan van de burchtkapel en in 2024 werd de walmuur gerestaureerd.  In 2010 werd in het park een verbroederingszuil geplaatst om de jumelage met Mödling en de 'Egmontstedenband' met Oud-Beijerland en Egmond in de verf te zetten. In 2017 bracht kunstenaar Klaas Van der Linden een werk aan op een muur in het park. Sinds 2023 loopt de GR122 door het Egmontpark.
In het park vonden en vinden verschillende activiteiten plaats, zoals 'Openspelendag', kermisvuurwerk, de viering van de Nationale feestdag van België , Egmont Lichtfestival, de 'Parkconcerten', 'Jazz Zottegem' en 'More Blues'.

## Afbeeldingen

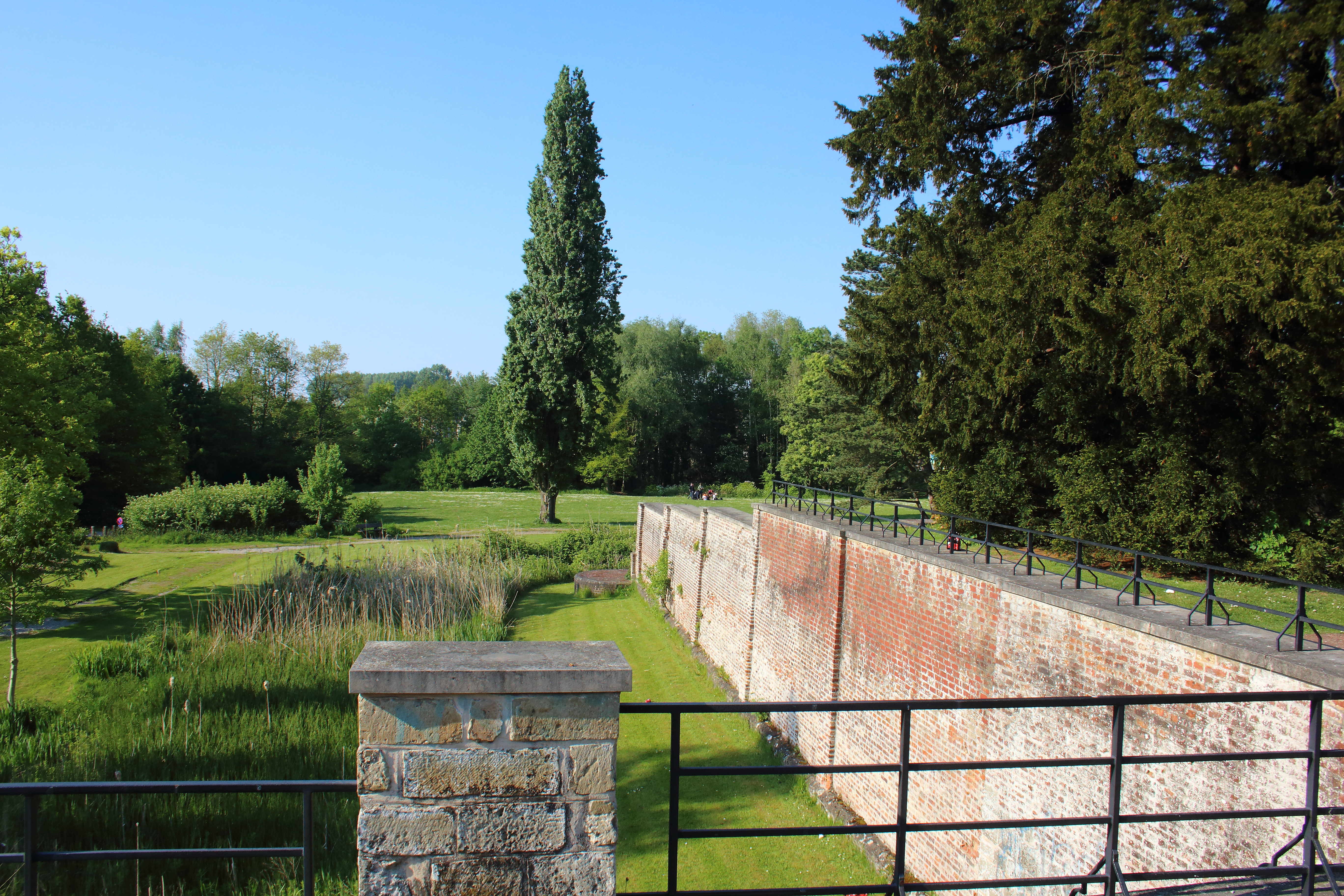
Egmontpark met brug, walmuur, moerasgracht, taxus
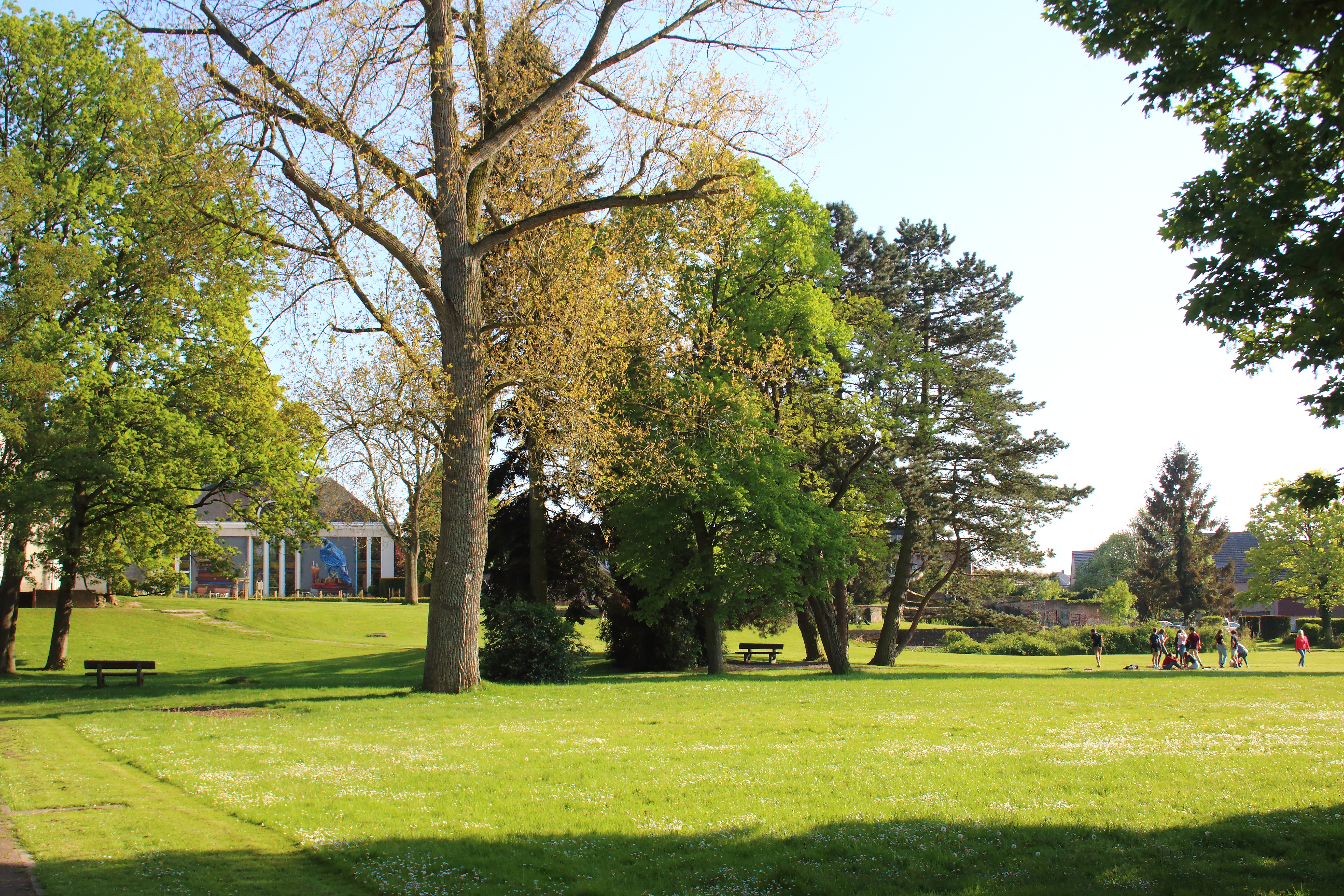
Egmontpark
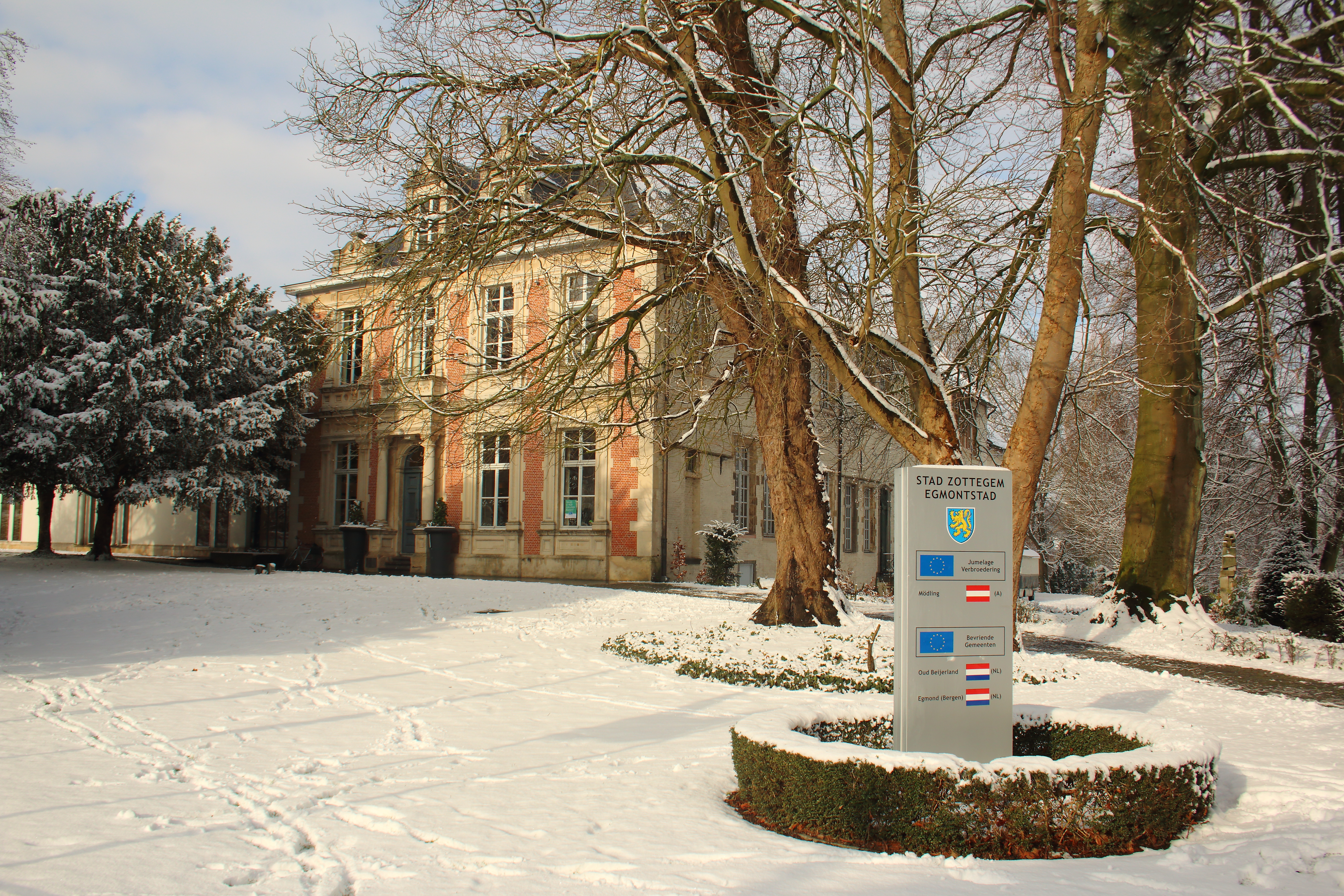
Egmontpark met neorenaissancevoorgevel Egmontkasteel (1867), verbroederingszuil, gele paardenkastanje en bruine beuk
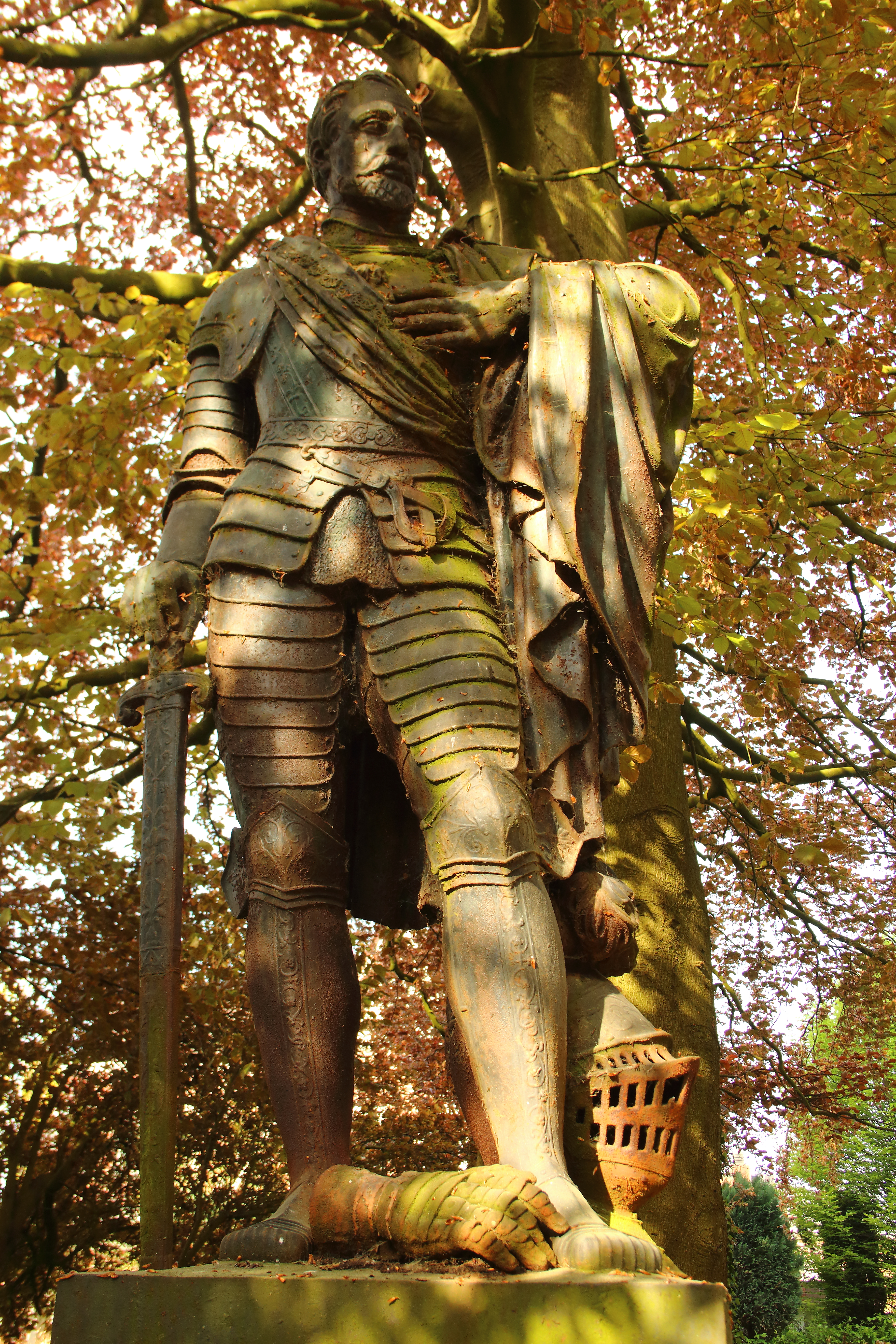
Standbeeld van Lamoraal van Egmont (1872) door Jan-Robert Calloigne
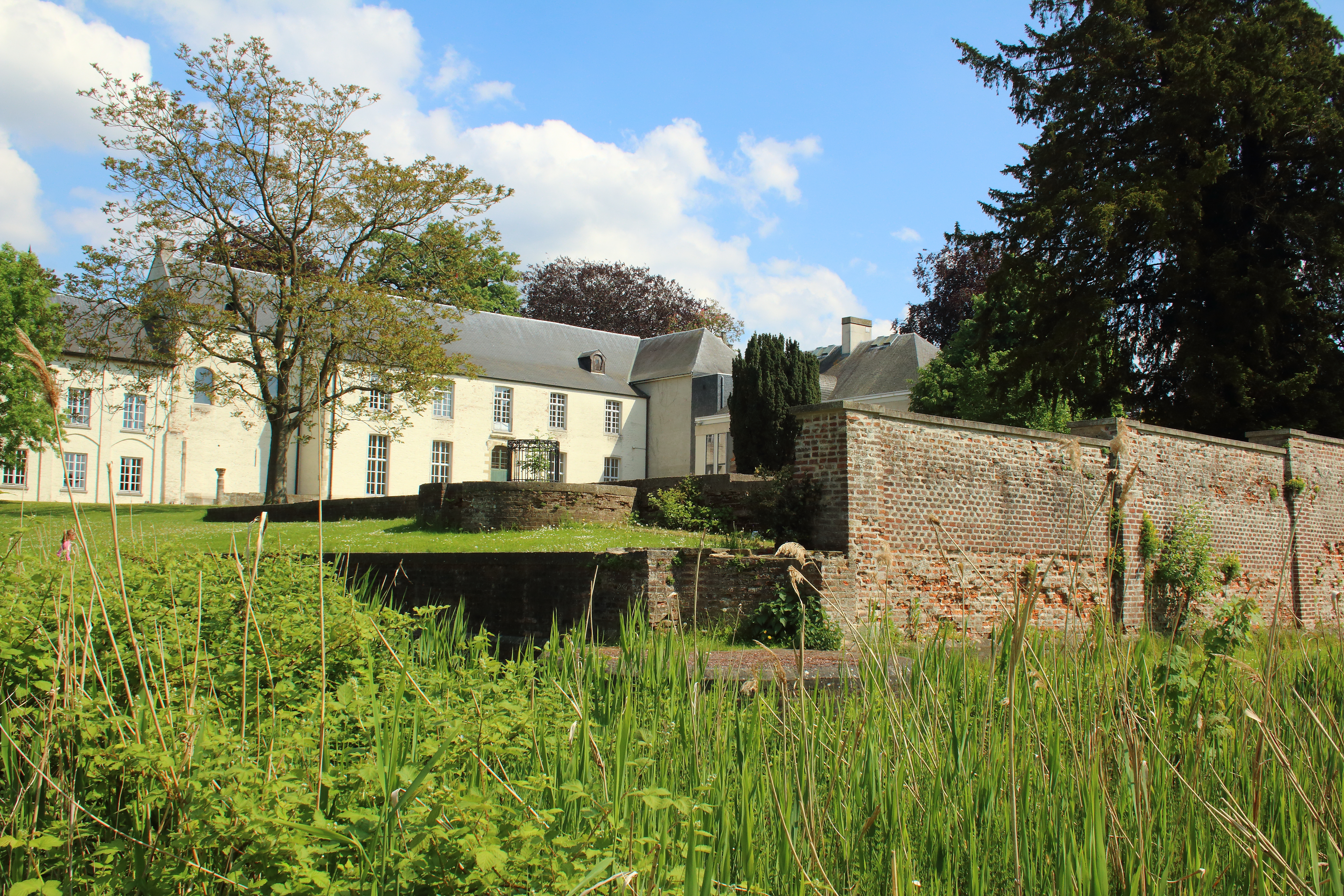
Archeologisch park (walmuur)
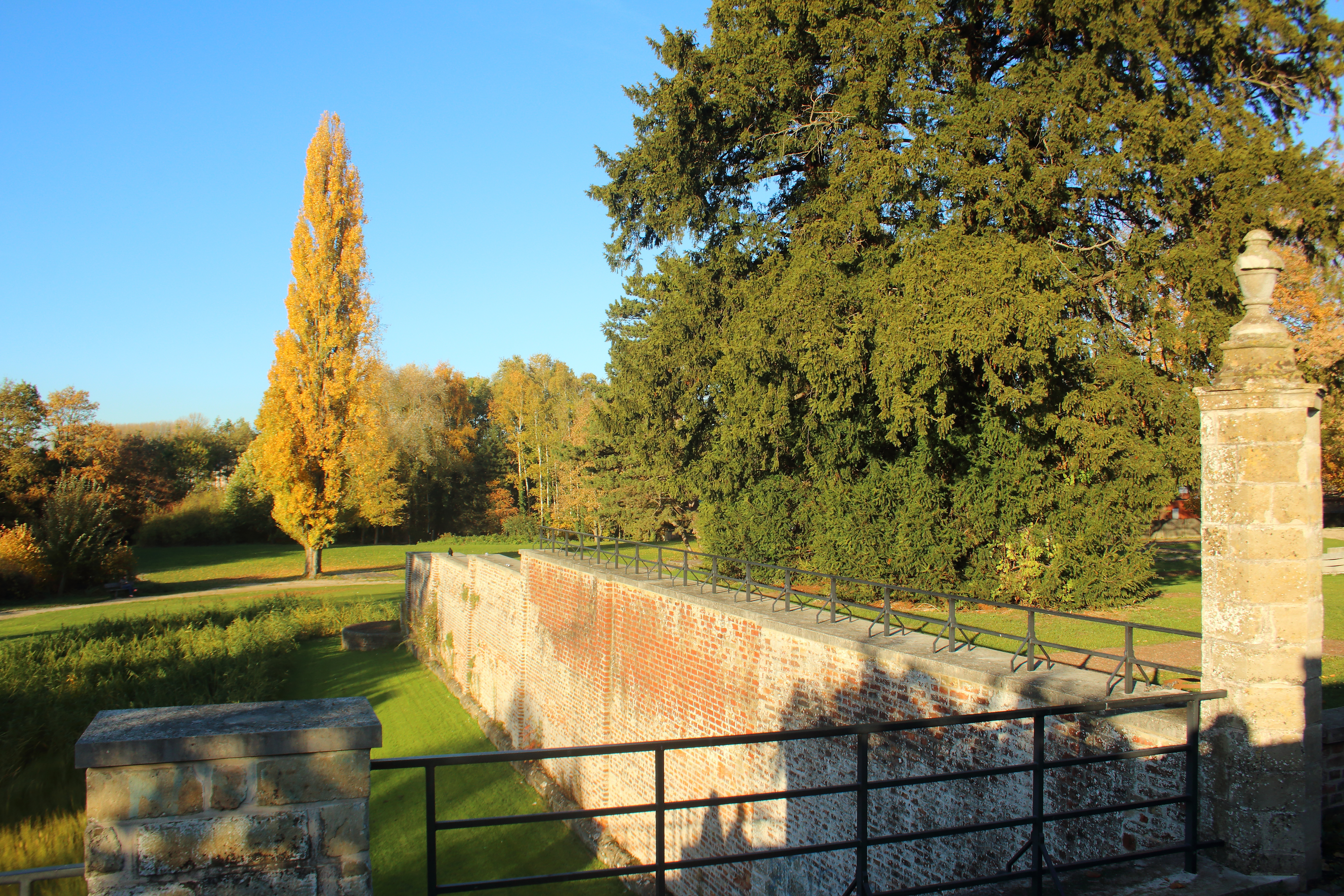
Egmontpark met brug, walmuur met 18e-eeuwse siervazen, moerasgracht, taxus
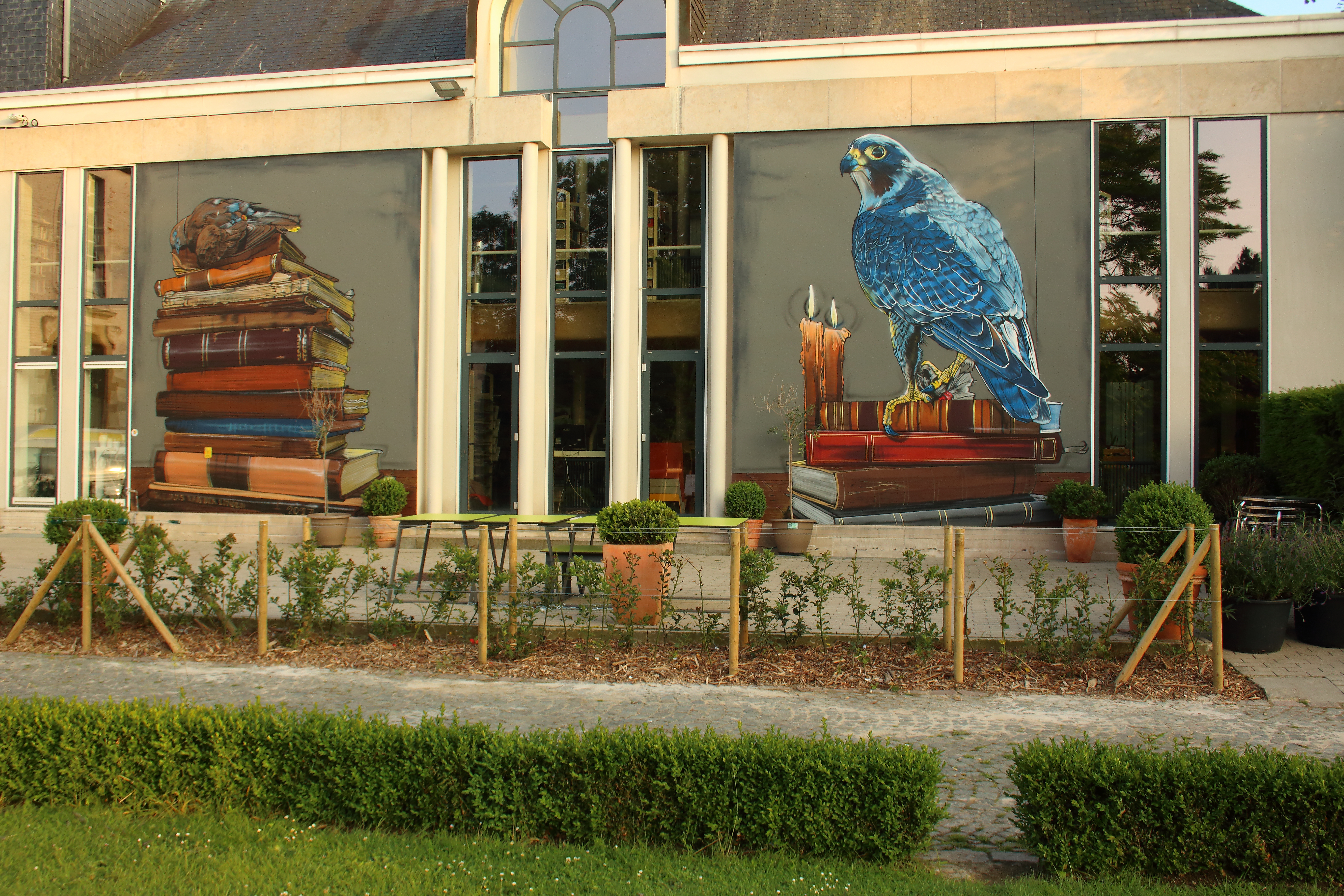
Kunstwerk Klaas Van der Linden
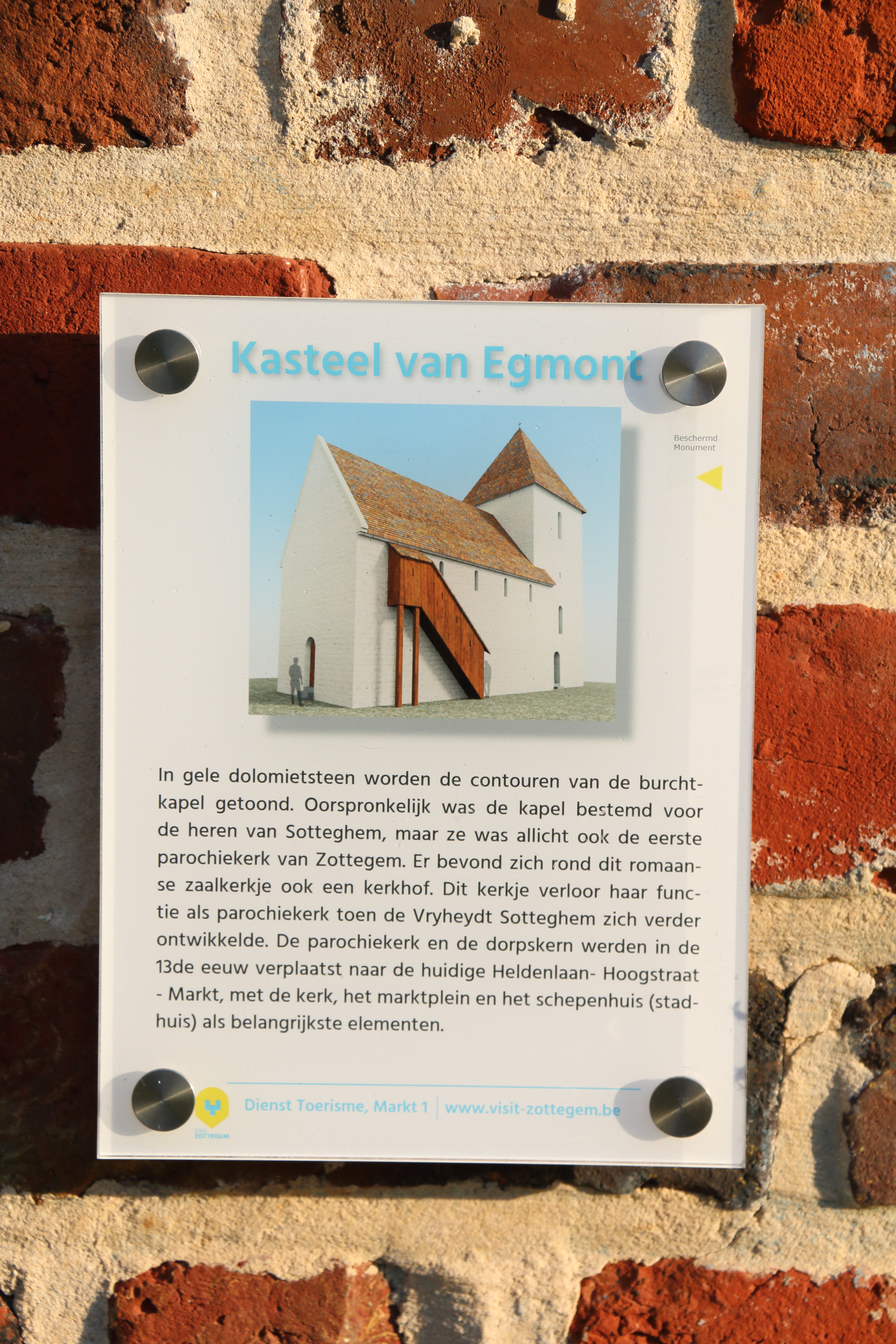
Archeologisch park (resten burchtkapel)
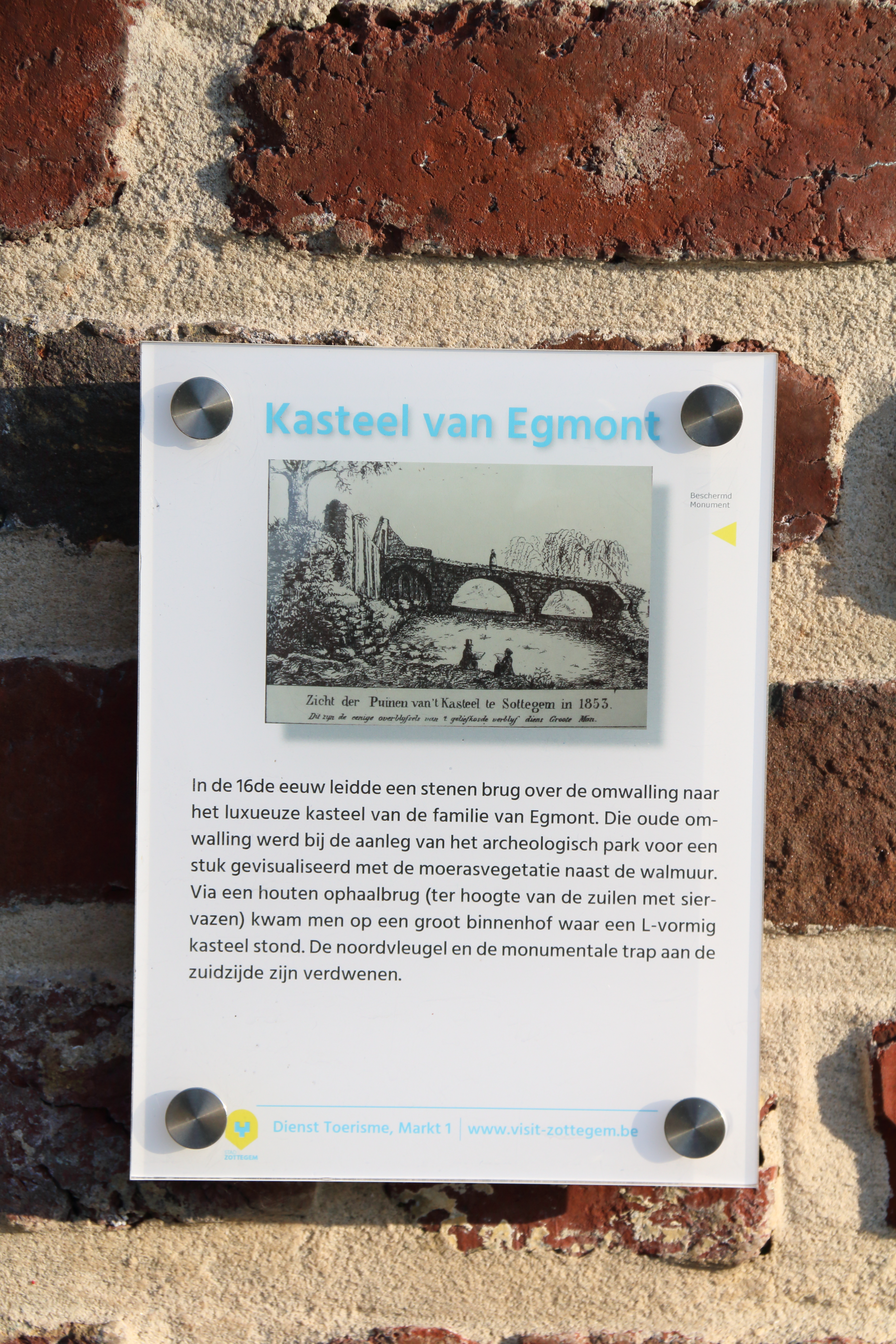
Archeologisch park (brug)
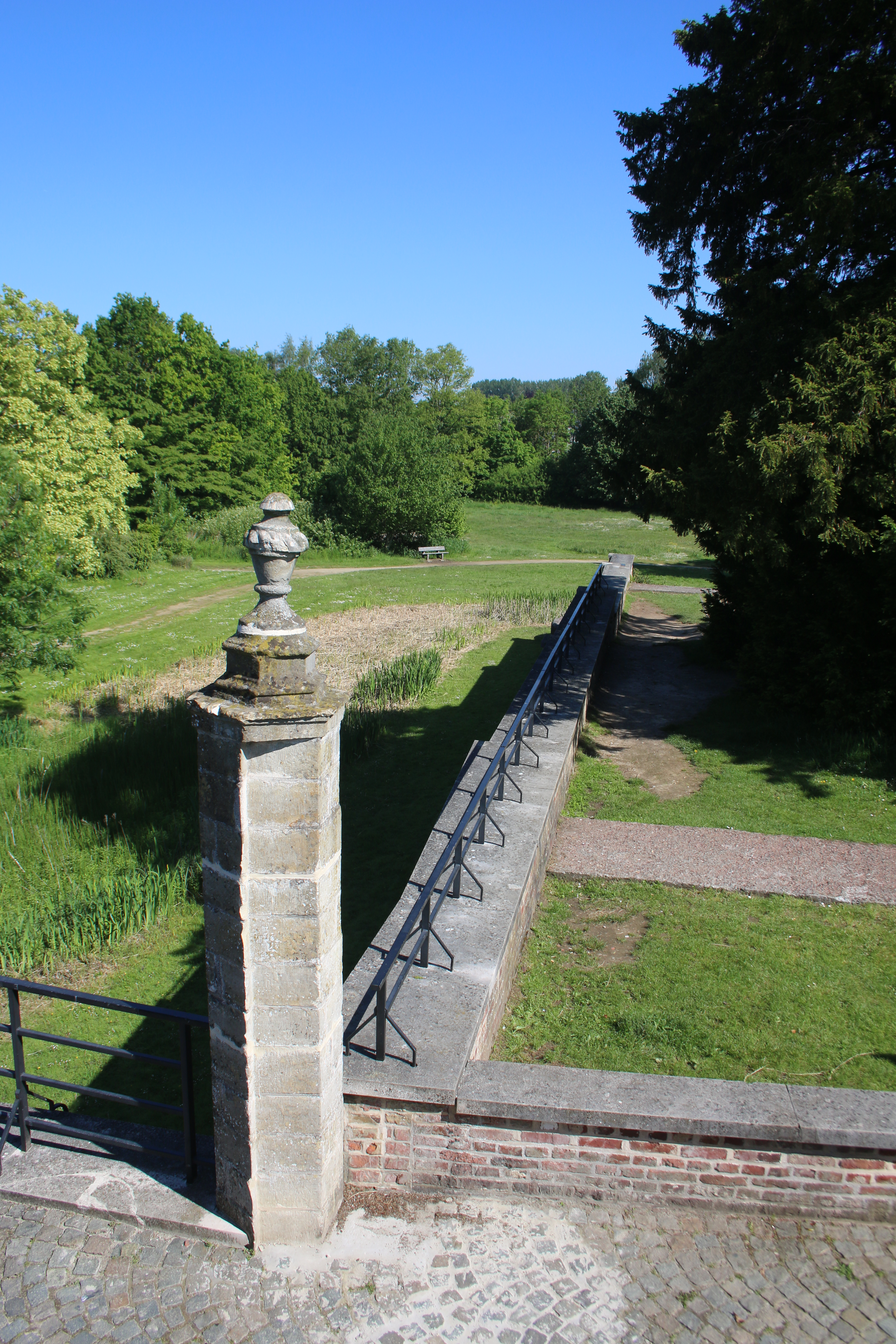
Egmontpark
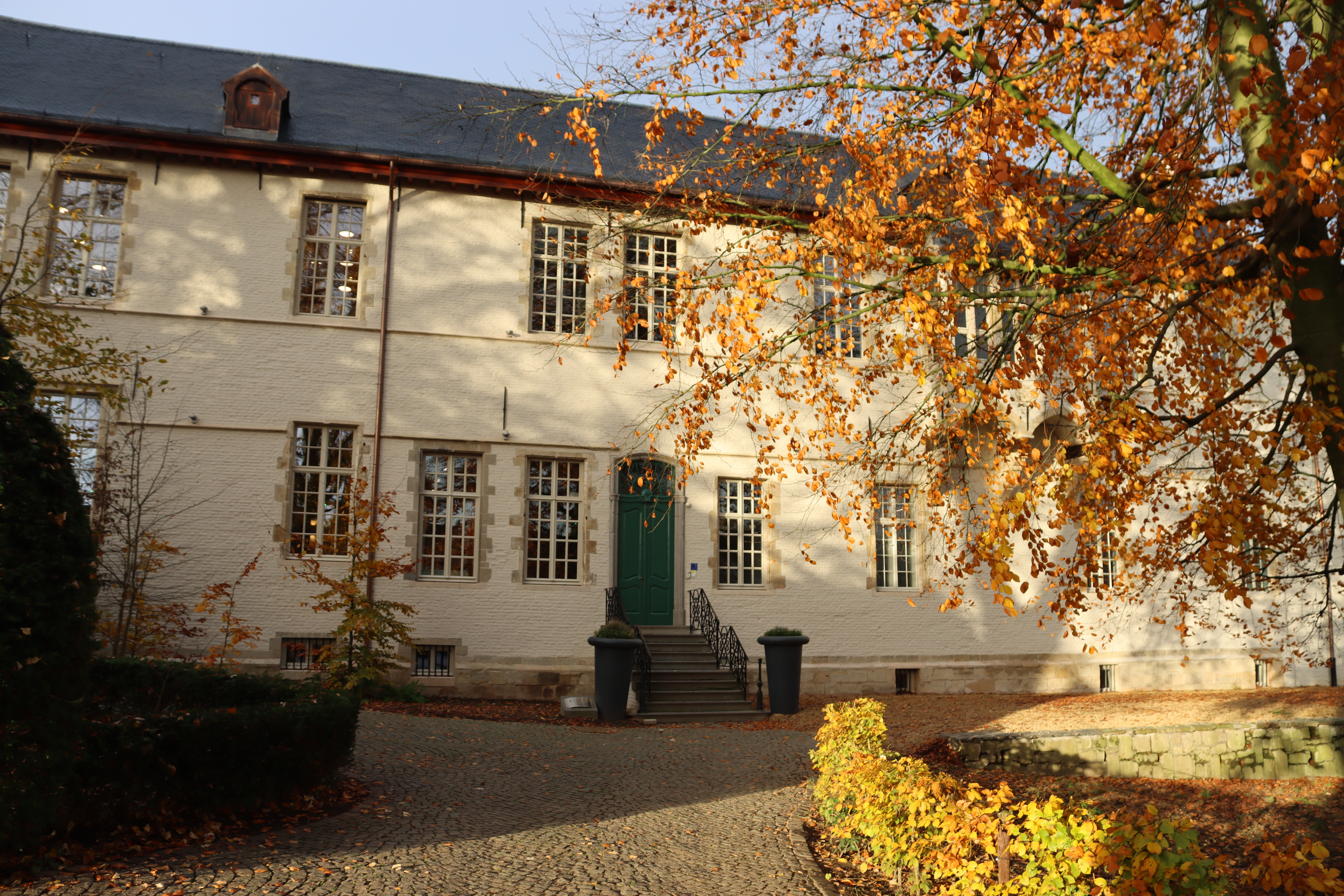
Egmontkasteel